# Titularbistum Edistiana
Edistiana ist ein Titularbistum der römisch-katholischen Kirche.
Es geht zurück auf einen untergegangenen Bischofssitz in der römischen Provinz Byzacena, dem heutigen Tunesien. 
| Titularbischöfe von Edistiana |                              |                                                         |                   |                    |
| Nr.                           | Name                         | Amt                                                     | von               | bis                |
| 1                             | Pedro José Rivera Mejía      | Weihbischof in Santa Marta (Kolumbien)                  | 25. Juni 1951     | 20. Februar 1953   |
| 2                             | Jean Marie Jan               | emeritierter Bischof in Cap Haïtien (Haiti)             | 27. Juni 1953     | 9. Dezember 1970   |
| 3                             | Pavao Žanić                  | Koadjutorbischof von Mostar-Duvno (Bosnien-Herzegowina) | 9. Dezember 1970  | 14. September 1980 |
| 4                             | Jorge Iván Castaño Rubio CMF | Apostolischer Vikar von Quibdó (Kolumbien)              | 6. Juni 1983      | 30. April 1990     |
| 5                             | Johannes Kreidler            | Weihbischof in Rottenburg-Stuttgart (Deutschland)       | seit 6. Juni 1991 |                    |